# Steve Stockman

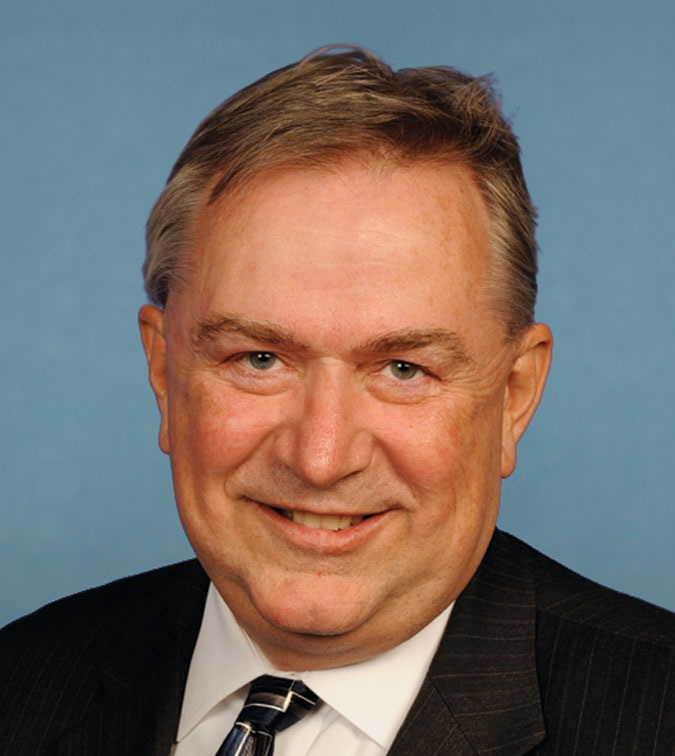
Steve Stockman

Stephen E. „Steve“ Stockman (* 14. November 1956 in Bloomfield Hills, Michigan) ist ein US-amerikanischer Politiker der Republikanischen Partei. Zwischen 1995 und 1997 sowie von 2013 bis 2015 vertrat er den Bundesstaat Texas im US-Repräsentantenhaus.

## Werdegang
Steve Stockman besuchte die Dondero High School und studierte bis 1990 an der University of Houston. Danach arbeitete er als Buchhalter. Gleichzeitig schlug er eine politische Laufbahn ein.
Bei den Kongresswahlen des Jahres 1994 wurde er im neunten Kongresswahlbezirk von Texas in das US-Repräsentantenhaus in Washington, D.C. gewählt, wo er am 3. Januar 1995 die Nachfolge von Jack Brooks antrat. Zwei Jahre zuvor hatte er erstmals gegen den seit 1953 amtierenden Demokraten kandidiert, war diesem damals aber noch unterlegen. Da Stockman im Jahr 1996 nicht bestätigt wurde, konnte er bis zum 3. Januar 1997 zunächst nur eine Legislaturperiode im Kongress absolvieren. Dort stellte er mit 21 eigenen Gesetzesvorlagen und 241 Gemeinschaftsvorlagen einen neuen Rekord an Initiativen während einer Legislaturperiode auf.
1998 bewarb er sich erfolglos in der Vorwahl seiner Partei für einen Posten in der staatlichen Eisenbahnkommission. Im Jahr 2006 scheiterte ein Versuch, als unabhängiger Kandidat in den Kongress zurückzukehren. Im Frühjahr 2012 ließ sich Stockman als Kandidat für die Kongressvorwahlen der Republikanischen Partei dieses Jahres aufstellen. Er setzte sich im neu eingerichteten 36. Distrikt von Texas durch und konnte somit am 3. Januar 2013 ins Repräsentantenhaus zurückkehren. Auf eine Wiederwahl verzichtete er 2014; stattdessen forderte er den republikanischen US-Senator John Cornyn in der Vorwahl seiner Partei heraus, unterlag diesem aber und musste somit den Kongress am 3. Januar 2015 wieder verlassen. Seinen Sitz übernahm mit Brian Babin erneut ein Republikaner.
Im November 2018 wurde Stockman zu zehn Jahren Freiheitsstrafe verurteilt, unter anderem, weil er einen politischen Rivalen ausspionieren ließ und politische Spendengelder in Höhe von 1,25 Millionen US-Dollar für private Zwecke entfremdet hat. Im Dezember 2020 wurde Stockman von Trump begnadigt.

## Belege
1. ↑  Gabrielle Banks: Ex-Congressman Steve Stockman gets 10 years in fraud case. In: Houston Chronicle, 8. November 2018.
2. ↑  Pamela Brown, Kevin Liptak, Katelyn Polantz: Trump announces wave of pardons, including Papadopoulos and former lawmakers Hunter and Collins. In: CNN. 23. Dezember 2020, abgerufen am 23. Dezember 2020.

| Personendaten    | Personendaten               |
| ---------------- | --------------------------- |
| NAME             | Stockman, Steve             |
| ALTERNATIVNAMEN  | Stockman, Stephen E.        |
| KURZBESCHREIBUNG | US-amerikanischer Politiker |
| GEBURTSDATUM     | 14. November 1956           |
| GEBURTSORT       | Bloomfield Hills, Michigan  |